# Andreas Bjelland Eriksen

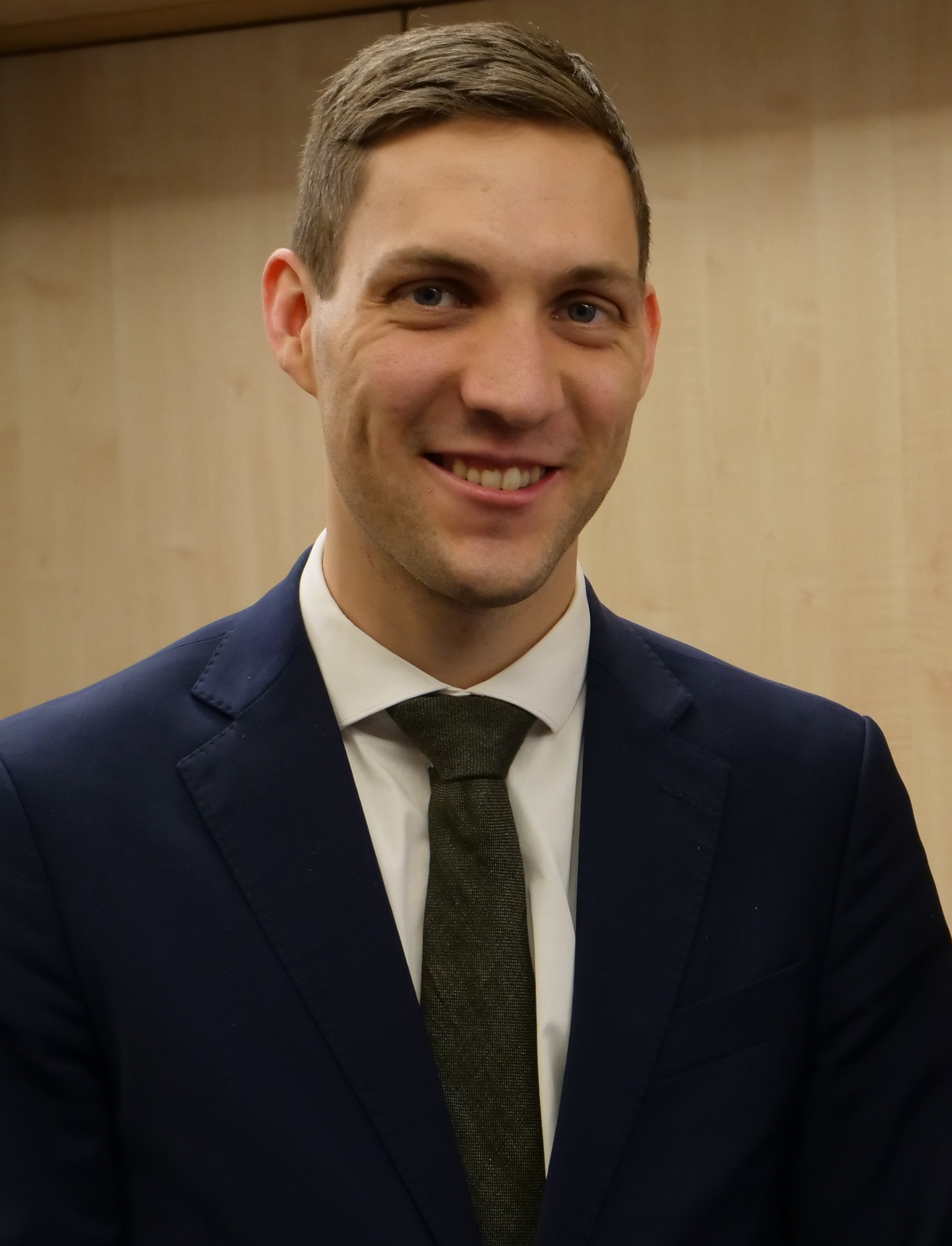
Andreas Bjelland Eriksen, 2024

Andreas Bjelland Eriksen (* 23. März 1992) ist ein norwegischer Politiker der Arbeiderpartiet (Ap). Seit Oktober 2023 ist er Klima- und Umweltminister.

## Leben
Eriksen stammt aus Stavanger. Seine Mutter ist die Arbeiderpartiet-Politikerin Cecilie Bjelland, die unter anderem Bürgermeisterkandidatin in Stavanger und Staatssekretärin war. Eriksen schloss ein Studium der Wirtschaftswissenschaften an der Norges Handelshøyskole und der Università Bocconi ab. An der Universität Oslo begann er ein Studium der Rechtswissenschaften. Von 2010 bis 2012 stand er im Fylke Rogaland der Ap-Parteijugend Arbeidernes Ungdomsfylking (AUF) vor. Er gehört zu den Überlebenden des Anschlags auf Utøya, der im Juli 2011 bei einem AUF-Camp stattfand. Von 2011 bis 2019 saß er im Fylkesting von Rogaland. Eriksen gehörte von 2012 bis 2013 dem Vorstand der pro-europäischen Jugendorganisation Europeisk Ungdom an.
In den Jahren von 2017 bis 2020 arbeitete er als Konsulent bei der Energiebehörde Reguleringsmyndigheten for energi (RME). Ab 2020 fungierte er als politischer Referent der Arbeiderpartiet-Fraktion im norwegischen Nationalparlament, dem Storting. Am 14. Oktober 2021 wurde er unter Jonas Gahr Støre zum Staatssekretär im Amt des Ministerpräsidenten (SMK) ernannt. Von August 2022 bis Juni 2023 fungierte er als stellvertretender Staatssekretär im Erdöl- und Energieministerium unter Minister Terje Aasland. Ab 1. Juli 2023 war er jeweils zu 50 % als Staatssekretär unter Støre und Aasland tätig.
Am 16. Oktober 2023 wurde Eriksen im Rahmen einer größeren Kabinettsumbildung zum neuen Klima- und Umweltminister in der Regierung Støre ernannt. Er übernahm das Amt von seinem Parteikollegen Espen Barth Eide. Während seiner vom 2. September bis zum 31. Dezember 2024 andauernden Elternzeit wurde Eriksen durch den kommissarischen Klima- und Umweltminister Tore O. Sandvik vertreten.